# Народна напредна партија
Народна напредна партија (енгл. People's Progressive Party) је политичка партија у Гвајани, чији је вођа бивши гвајански председник Доналд Рамотар. Партија је на власти од 1992. године и тренутно држи 32 од 65 посланичких места у парламенту. У етнички разноликом крајолику Гвајане, партија себе држи за „водећу партију у вишепартијској и вишекласној коалицији која циља да превазиђе расне, етничке, класне и идеолошке баријере“. Према BBC-ју, партија има највећу потпору међу Индо-Гвајанцима.

## Историјат
ППП је основана 1. јануара 1950. године, те је била прва масовна партија у Гвајани. Победила је на парламентарним изборима 1953. године и нови премијер је постао Чеди Џаган. Међутим, Џаганове радикалне социјалне реформе потакле су Британце да пошаљу војне снаге у Гвајану под изликом да колонији прети марксистичка револуција. Након победе на изборима 1957, од партије се одцепила фракција са изразитим афро-гвајанским предзнаком, Народни национални конгрес (ПНЦ). Од тада се ППП карактерише као индо-гвајанска, а ПНЦ као афро-гвајанска партија.
Британске колонијалне власти су веровале да Џаган комуниста који хоће да покрене револуцију, те су у сарадњи с ЦИА-ом константно опструисале рад ППП. Ни стицање назависности Гвајане 1966. није донело политичку стабилност у земљи. Победом ПНЦ-а на изборима 1968, политичка ситуација се етнички поларизовала до те мере да је председник Форбс Барнхем прогласио републику утемељену на социјализму и несврстаности с циљем спречавања евентуалних етничких сукоба. Овим је потезом велик део ППП-овог програма постао званична политика републике.
Тадашњи председник Дезмонд Хојт (ПНЦ) је од почетка 1990-их дозволио веће политичке слободе, након чега је ППП на изборима 1992. освојила политичку већину. Задржала је власт и након избора 1997, 2001, 2006. и 2011. године. С временом се ППП приближила више социјалдемократији а удаљила од марксизма; председник Џаган је придобио већу подршку САД-а већој посвећености слободном тржишту, али је и даље задржао јаке везе са синдикатима.